# Trastorns fisiològics de les plantes
Els trastorns fisiològics de les plantes són els problemes causats per causes no patològiques, com la poca llum, els danys per la meteorologia, l'excés d'aigua, el marciment o la carència de nutrients i que afecten el funcionament del sistema de les plantes. Els trastorns fisiològics es diferencien de les malalties de les plantes causades per patògens com virus de les plantes i fongs. Encara que els símptomes dels trastorns fisiològics poden semblar els de les malalties, normalment es poden prevenir alterant les condicions ambientals. Tanmateix, una vegada que una planta mostra els símptomes de deficiència de nutrients és probable que els rendiments de la collita ja es redueixin.
Les causes dels trastorns fisiològics es poden identificar examinant:
- Si els símptomes primer apareixen en les fulles noves de les plantes, en les fules velles o per tota la planta
- El patró de la decoloració o clorosi, és en tota la planta, entre els nervis de la fulla o a les vores?. Si només apareix el color groc als nervis de les fulles segurament significa que no es tracta d'una carència de nutrients.
- S'ha d'atendre als patrons generals més que a plantes individuals. En cas de deficiència de nutrients totes les plantes haurien d'estar igualment afectades.
- Per confirmar la presència de trastorns fisiològics poden ser útils anàlisi de sòls o de fulles per exemple també el pH del sòl. Condicions recents com són pluges fortes, secades, gelades, etc., poden ser indicatius de trastorns en les plantes.

## Danys per meteorologia

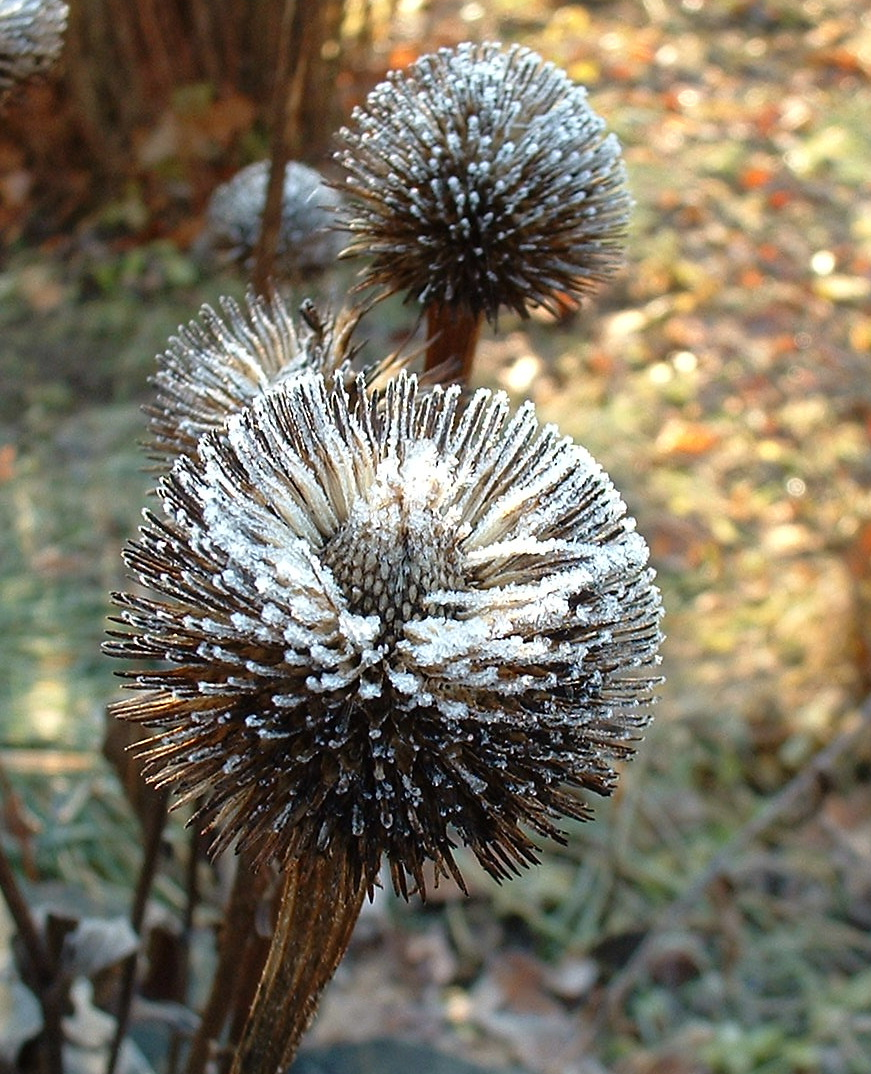
Capítols glaçats dEchinacea purpurea

Les gelades i també el fred són causa d'importants danys en les plantes tendres però també les endurides en poden patir les conseqüències. Les fulles i tiges es poden ennegrir, els borrons i flors poden descolorir-se i les flors glaçades potser no donaran fruit. Les plantes de clima càlid de vegades amb +4 °C ja presenten danys per fred i les plantes tropicals ja tenen danys entre de 5 a 9 °C. Els símptomes inclouen el marciment de la part de dalt de les tiges i/o fulles i ennegriment o estovament dels teixits de les plantes.
La secada fa que les plantes tinguin estrès hídric i les fa marcir. En general en cas de secada és millor regar amb aigua abundant i de dues a tres vegades a la setmana, assegurant que l'aigua arribi a les arrels que no pas de forma lleugera diàriament. El mulching (cobrir el sòl) pot ajudar a retenir la humitat del terra.
Les pluges fortes poden fer que s'esberlin els bulbs o els fruits. L'entollament dels sòls amb mal drenatge també el causa la pluja forta les plantes sensibles poden arribar a morir per això (com les oliveres) o tenir propensió a emmalaltir. La pedregada a més de trencar fulles i fruits per les ferides pot permetre la penetració de fongs patògens.
Les plantes afectades per la salinitat no poden agafar aigua del sòl.

## Deficiències de nutrients
El creixement escàs i la clorosi de les fulles pot ser causat per carència o deficiència de nutrients ja sigui per no haver-ne, per ser insuficients o per no estar en forma química disponible per a la planta. Això darrer pot ser causat per un pH del sòl inadequat, poca humitat o excés d'un altre nutrient.
Entre les deficiències de nutrients s'inclouen:
- Deficiència de bor en les plantes
- de calci
- de ferro
- deficiència de magnesi
- de manganès
- deficiència de nitrogen
- deficiència de fòsfor
- de potassi
- Escassedat de molibdè com per exemple en la coliflor.